# Trĩ sao Việt Nam
Trĩ sao Việt Nam (danh pháp khoa học: Rheinardia ocellata ocellata) hay còn gọi là trĩ sao An Nam (rheinarte d'Annam) là một trong hai phân loài của loài trĩ sao (Rheinardia ocellata), phân loài kia là trĩ sao Mã Lai (R. o. nigrescens). Phân loài trĩ sao Việt Nam phân bố ở Nghệ An (Con Cuông, Quỳ Châu), Hà Tĩnh, Quảng Bình, Quảng Trị, Thừa Thiên Huế, Quảng Nam, Quảng Ngãi, Bình Định, Phú Yên, Khánh Hoà, Kon Tum, Gia Lai, Đắk Lắk, Lâm Đồng (núi Bi Đúp). Đây là phân loài trĩ sao duy nhất phân bố ở Việt Nam nên còn được gọi đơn giản là trĩ sao, phân loài này còn gặp ở miền Trung nước Lào Loài định cư này được phát hiện ở nhiều nơi trong vùng phân bố như vườn quốc gia Bạch Mã, rừng vùng đèo ở A Lưới, khu bảo tồn thiên nhiên Kẻ Gỗ. Chúng là một trong những loài chim đẹp nhất tồn tại trong thiên nhiên hoang dã ở Việt Nam.

## Đặc điểm
Đây là một phân loài chim kích thước khá lớn, Trĩ sao Việt Nam là một trong số các loài thuộc họ Trĩ có kích thước lớn của một số loài họ Trĩ, những con chim lớn có thể dài tới 235 cm. Chim trống trổ mã vào năm thứ 3 nhưng đuôi chỉ đạt kích thước tối đa vao năm thứ 6. Con trống trưởng thành có mào lông ở đỉnh đầu dài tới 60mm, màu nâu tối với các chấm trắng nâu hung đen những không rõ bằng phân loài trĩ sao Mã Lai.
Lông mày của chúng rộng, kéo dài màu trắng. Mặt lưng và đuôi nâu thẫm, đôi chỗ phớt hung. Mặt bụng gần giống lưng nhưng lẫn nhiều màu hung thẫm hơn. Đuôi dài, hai lông đuôi giữa phát triển dài tới 1500mm. Con mái tương tự như con trống nhưng kích thước nhỏ hơn. Mào lông thưa và ngắn hơn ở con trống. Đuôi cũng ngắn hơn và không có hai lông đuôi giữa dài như con trống. Bề ngoài, trĩ sao mái nhìn gần tương tự với con trống, với mào và đuôi ngắn hơn.
Chúng sở hữu bộ lông màu nâu hoặc xám đen với rất nhiều đốm trắng nhỏ, trông như bầu trời sao chính vì vậy còn có tên gọi là trĩ sao. Chim có đẩu nhỏ, mỏ đỏ, đỉnh đầu được trang trí bằng các lông vũ màu trắng dựng đứng tại khu vực mào. Một số con đẹp mắt với bộ lông màu vàng da bò và đen với các đốm nâu sẫm, mỏ đỏ, mống mắt nâu và lớp da màu xanh lam xung quanh mắt. Trĩ sao trống có đuôi thuôn dài và rộng bản với 12 lông vũ dài gần tới 2m. Đây là một trong số các loài chim có lông vũ dài nhất được ghi nhận. Mỏ màu hồng, mắt nâu, giò nâu thẫm phớt hồng, có cựa, cựa của con trống phát triển hơn ở con mái. 

## Tập tính

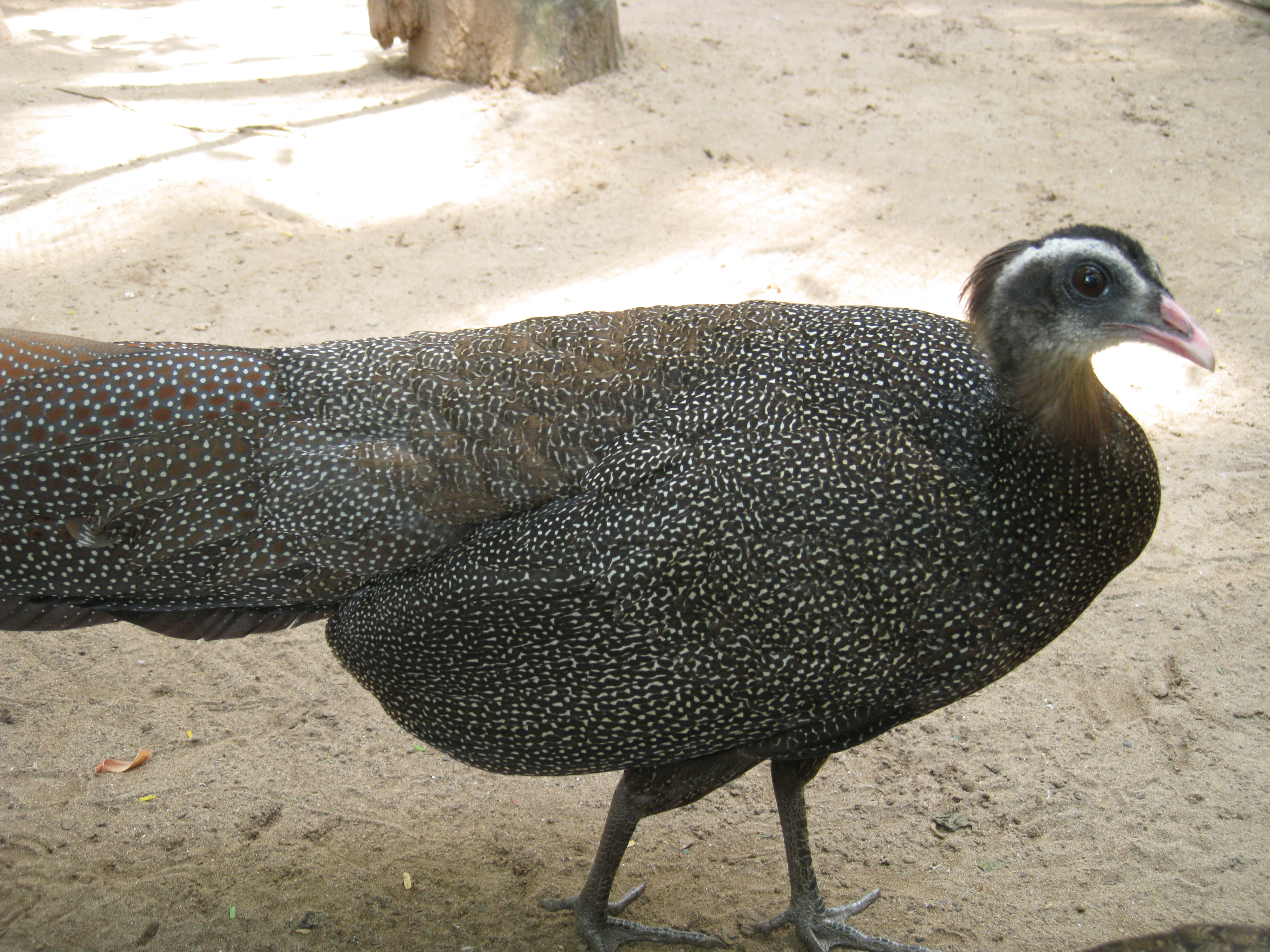
Một con trĩ sao Việt Nam (con mái)

Chúng là phân loài chim nhút nhát và hay lảng tránh người, chúng sinh sống trong các khu rừng thuộc Việt Nam, Lào ở Đông Nam Á, thức ăn của chúng chủ yếu là lá cây, hoa quả, hạt quả cây, hạt cỏ, sâu bọ, dòi, nhộng và các động vật nhỏ. Trong đó chúng thích nhất là các loại quả mềm cỡ nhỏ thuộc chi Ficus, ngoài ra chúng còn ăn thêm côn trùng, giun đất. Trĩ sao sống và kiếm ăn ở các khu rừng nguyên, thứ sinh ẩm thường xanh trên các đỉnh và sườn đồi có độ dốc khác nhau ở độ cao từ 100-1000m, phổ biến thường là dưới 700m. Có thể nghe được tiếng kêu của Trĩ sao ở khoảng cách rất xa cả ban ngày lẫn ban đêm. Nhất là khi có tiếng động to đột ngột. Trĩ sao cũng có tập tính như các loài trĩ khác ban ngày kiếm ăn trên mặt đất, ban đêm bay lên các cành cây đậu ngủ. Thường chúng ngủ ở các cành có độ cao nhất so với các loài trong nhóm chim trĩ.

## Sinh sản

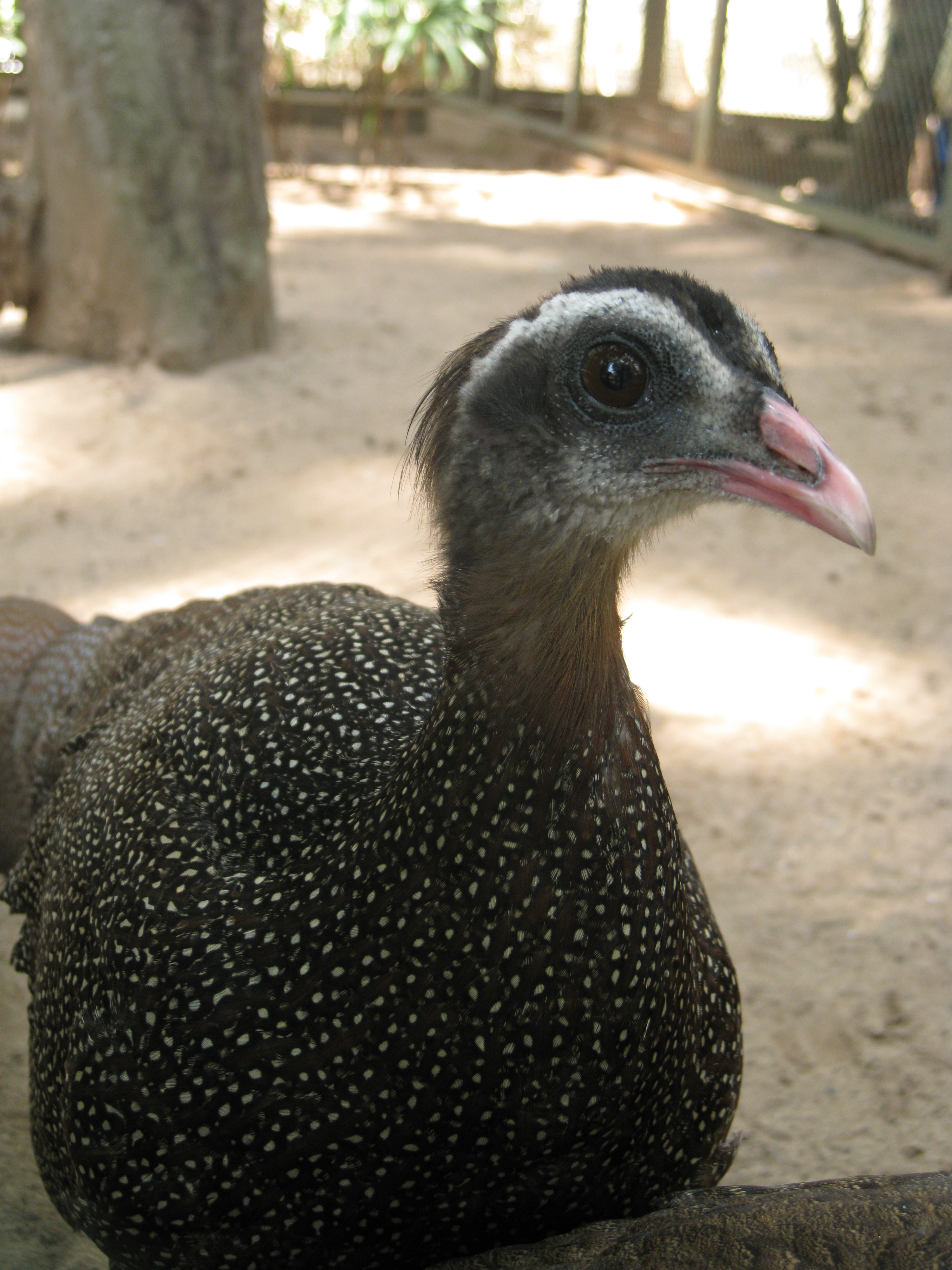
Một con trĩ sao mái tại Thảo Cầm Viên Sài Gòn

Chim trống cất tiếng gáy hùa uối gọi mái từ tháng 3 đến tháng 6 hàng năm. Tiếng gáy rất to, vang xa và cất lên từng chập. Trĩ sao sinh sản khoảng từ tháng 4–8 hàng năm. Đầu mùa sinh sản con đực hay múa khoe mẽ, tạo thành bãi múa ở trong rừng là khu vực tập trung các con trống đang biễu diễn để tán tỉnh các con mái bạn tình tiềm năng, giúp cho người quan sát dễ dàng phát hiện. Mùa sinh sản của trĩ sao bắt đầu từ tháng 3-7. Trĩ sao nuôi ở Vườn thú Hà Nội mỗi lứa đẻ 2-3 trứng, hình bầu dục, một đầu to một đầu nhỏ, vỏ trứng màu nâu nhạt có nhiều chấm nâu ở đầu to. Kích thước trung bình (6,53 x 5,48mm), trọng lượng trung bình của 3 quả là 75,17g, thời gian ấp là 24 ngày.

## Nguy cơ
Do việc mất môi trường sống đang diễn ra cũng như việc săn bắn thái quá trong một số khu vực nên trĩ sao được đánh giá là sắp bị đe dọa trong Sách đỏ IUCN. Hiện nay còn gặp trĩ sao ở nhiều vùng rừng từ bắc Trung Bộ vào đến nam Trung Bộ. Gặp Trĩ sao nhiều ở rừng của Nghệ An (Vườn quốc gia Pù Mát), Hà Tĩnh (khu vực rừng xung quanh hồ Kẻ Gỗ, Cát Bịn huyện Cẩm Xuyên) kéo dài đến ngang phía bắc tỉnh Quảng Bình, Thừa Thiên Huế. Vườn quốc gia Bạch Mã, vùng rừng chạy dọc đèo 41 huyện A Lưới của Huế, Gia Lai (Kon Hà Nừng, Kon Cha Răng, Kon Ka Kênh), Lâm Đồng (vùng núi Bi Đúp huyện Lạc Dương), Khu bảo tồn thiên nhiên Phong Điền và Đắk Rông và ở độ cao 500-700m của Khu bảo tồn thiên nhiên Bà Nà-Núi Chúa, do việc phá rừng và săn bắt bừa bãi vẫn xảy ra nên số lượng của trĩ sao đã bị giảm đáng kể. Một số cá thể hiện đang được nuôi tại Thảo Cầm Viên Sài Gòn.